# تندنویسی
تندنویسی هنر نوشتن سریع می‌باشد و معمولاً خبرنگاران و نویسندگان از آن استفاده می‌کنند.
اگر شما مهارت خود را افزایش دهید، و با سرعتی بیش از حد معمول بنویسید، به آن هنر تند نویسی می‌گویند.
در تند نویسی خط خوش مد نظر نیست و بیشتر بر نگارش سریع تر مفهوم مورد نظر اهتمام ورزیده می‌شود.هر چند که داشتن خط خوش در کنار تند نویسی بر ارزش کار شما بسیار می‌افزاید.
سرعت تفکر در هر شخصی بسیار سریع تر از سرعت نوشتن اوست.و هرچه سرعت نوشتار به سرعت فکر نزدیک تر شود،فرد راحت تر می تواند آنچه را در ذهن دارد به رشته تحریر درآورد.
به دست آوردن این مهارت به تمرین و ممارست نیاز دارد و هر گونه تعجیل و زیاده روی در انتخاب اهداف برای تند نویسی،شما را از رسیدن به این مهارت بازخواهد داشت.
دایره لغات وسیع گزینه مهمی در کسب این مهارت به شمار می رود.و شما باید علاوه بر بالا بردن مهارت خود سعی بر افزایش دایره لغات خود نیز داشته باشید.

## تعریف درلغت نامه دهخدا
تندنویسی . [ تُ نْ دْ نِ  ] (حامص مرکب) سریع نوشتن. عمل تندنویس. یکی از مهارتهای لازم برای اشتغال منشی گری جدید داشتن هنر تندنویسی است تا آنچه بوسیلهٔ مدیران سازمان‌ها بیان می‌شود عیناً بوسیلهٔ منشی تندنویسی شود و به قسمتهای اجرایی ابلاغ گردد. رجوع به تندنویس و تند و دیگر ترکیبهای آن شود.

## خط رقاع
خط رقاع بر اثر نیاز به تندنویسی و مختصرنوشتن، در مکاتبات به‌کار می‌رفته است.